# TUBE LIVE AROUND SPECIAL 2007 夏燦舞
『TUBE LIVE AROUND SPECIAL 2007 夏燦舞』（チューブ・ライブ・アラウンドスペシャル2007　ナツザンマイ）は、TUBEのライブ・DVD。2007年12月12日発売。

## 概要
- TUBEの2007年の野外ツアー「TUBE LIVE   AROUND SPECIAL 2007 夏燦舞」の2公演のうちの横浜スタジアムライブを収録。

## 収録曲
1. HOT NIGHT
2. Let's go to the sea ~OASIS~
3. Beach Time
4. 夏を待ちきれなくて
5. さよならイエスタデイ
6. ー花火ー
7. OLD BASEBALL MAN
8. 蛍
9. 風に揺れるTomorrow
10. 十年先のラブストーリー
11. Rush Hour (Instrumental)
12. ジラされて熱帯
13. 涙を虹に
14. You'll be the champion
15. 恋してムーチョ
16. Only You 君と夏の日を
17. シーズン・イン・ザ・サン
18. 海の家
19. 月と太陽
20. プロポーズ
21. あー夏休み
22. Ending